# Represiones estalinistas en Mongolia

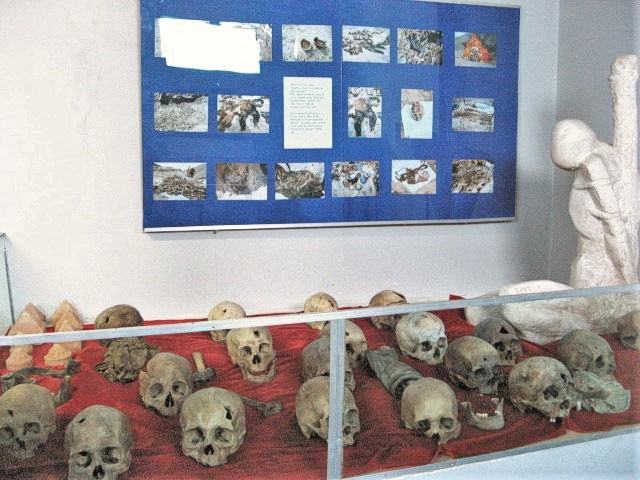
Cráneos de víctimas, que fueron ejecutadas de un disparo en la cabeza, expuestos en el museo dedicado a la represión.

Las represiones estalinistas en Mongolia (en mongol: Их Хэлмэгдүүлэлт, Ikh Khelmegdüülelt, "Gran Represión")  alcanzaron el punto culminante entre 1937 y 1939 , bajo la dirección de Horloogiyn Choybalsan y siguiendo instrucciones del partido comunista. El propósito de la purga era destruir las fuerzas nacionales de Mongolia. Todos los líderes de Mongolia que no aceptaron las exigencias del partido de llevar adelante purgas fueron despuestos en golpes de estados, incluyendo Peljidiin Genden y Anandyn Amar. Choibalsan aceptó la exigencia debido a la amenaza soviética. En 1952 Choibalsan murió en Rusia en condiciones sospechosas. Bohumír Šmeral, líder de la Comintern, dijo "el pueblo no es importante, el territorio es importante. Mongolia es más grande que Inglaterra, Francia y Alemania". Las purgas afectaron a todo el país, aunque sus efectos se concentraron sobre la élite superior y los integrantes del gobierno, los militares, los buriatos, los patriotas, los nobles, los nacionalistas, los intelectuales, los ricos y, sobre todo, el clero budista. Una acusación muy frecuente era la de colaboración con supuestas redes de espionaje en favor de los japoneses. La población del país se redujo entre un 3% a un 5% durante este periodo.

## Historia
Después de la Revolución, el Partido Revolucionario del Pueblo de Mongolia (PRPM) se comprometió llevar a cabo la "transformación socialista", siguiendo las instrucciones recibidas de la Unión Soviética. En 1926 el PRPM aprobó la ley de separación de la Religión y el Estado, en la que se dice que "nuestro gobierno es favorable a la religión del «Bendito Sakya Munis», por lo que es, dentro de la ley, firme defensor de la obediencia, estudio y difusión de sus enseñanzas", aunque se abolían los privilegios de las capas superiores del clero budista –reencarnaciones de lamas famosos (hubilganov) y superiores de los monasterios (hambo lama) – y se ordenaba que se solicitara el permiso del gobierno a la hora de localizar nuevas reencarnaciones. Poco después, a finales de la década de 1920, el PRPM y la Unión de Jóvenes Revolucionarios (Revsomol) iniciaron una lucha activa en pro de la secularización; además comenzó la colectivización, de forma casi simultánea con la de la Unión Soviética. Se confiscaron los bienes del clero y de la antigua nobleza feudal. En 1930 el príncipe (taiji) Eregdendagva escribió una carta al noveno Panchen Lama, solicitando que se estableciera en el país la encarnación juvenil de Bogd Gegen, para ejercer la monarquía, destruir al MRPM y detener la secularización del clero, con la ayuda de las tropas de la República China.[cita requerida] Uno de los príncipes lo denunció. De acuerdo con el "proceso de Eregdendagva" los involucrados, incluido Khutuktu, del monasterio Manjushri, y otros, apoyaron supuestamente el plan. Como resultado de la investigación, el 30 de septiembre fueron asesinadas ocho personas. A principios de 1930 unos 10.000 monjes habían sido expulsados de los monasterios. Estos procesos y reformas disgustaron no sólo al clero y a los adinerados arat y noyons (señores), sino a todos los habitantes de Mongolia, [cita requerida]lo que dio lugar, en 1932, al levantamiento de la región del lago Khovsgol (lago Ubsugul), que fue aplastado en sólo seis meses. Los líderes de la revuelta fueron llevados en juicio público y fueron condenados a muerte. Entre 1933 y 1934 se desarrolló la represión derivada del "caso Lhumbe". Jambyn Lkhümbe (en mongol Жамбын Лүмбэ; 1902 – 30 de junio de 1934) fue un prominente líder de la nacionalidad buriata en el partido y el estado, que fue acusado de agitación contrarrevolucionaria pro-japonesa y conspiración para la creación de una organización ilegal, con el propósito de organizar un golpe militar para derrocar al régimen comunista. 
La mayoría de las víctimas eran de las provincias buriatas del norte - Dornod, Hentiy - y de Ulan Bator. Además de las penas de prisión, de 5 a 10 años, una forma adicional de castigo era la expulsión hacia la Unión Soviética, seguida de 5 años de prisión en los campos de concentración, sin derecho a regresar a Mongolia.

## 1936-1939
El 22 de marzo de 1936, en el Pleno del Comité Central del Partido Revolucionario del Pueblo Mongol, Horloogiyn Choybalsan, con el apoyo de Stalin, consiguió la destitución de Peljidiin Genden, jefe del gobierno (presidente del consejo de comisarios del pueblo) de la República Popular de Mongolia, que se había opuesto al despliegue de tropas soviéticas en el país y al inicio de la represión a gran escala del clero, siguiendo el ejemplo soviético.
En abril de 1936 comenzó el juicio contra los lamas que fueron acusados de "arruinar el prestigio de la religión" por sus actividades contrarrevolucionarias y por espiar para el Japón (según la acusación, los lamas enviaron una carta a los emigrantes mongoles, que contenía copiosa información acerca de las regiones fronterizas de Mongolia). En el siguiente proceso, en octubre de 1936, los acusados fueron acusados de utilizar la ayuda japonesa para la planificación de un levantamiento armado con el objetivo de restaurar el sistema feudal. De los 17 acusados, seis fueron condenados a muerte y los otros a diversas penas de prisión. A lo largo de 1936 hubo cinco juicios públicos contra el clero budista.
En 1937 Choibalsan envió varias cartas al jefe de la NKVD, Nikolai Yezhov, con los resultados de los juicios contra los lamas. En ellas agradecía a Yezhov el envío a Mongolia de Mikhail Frinovsky, uno de los organizadores de la Gran Purga en la Unión Soviética. Choibalsan también se refería a la participación de los lamas en actividades contrarrevolucionarias y afirmaba que él "seguía los consejos del camarada Stalin" organizando los cinco procesos contra lamas de alto rango por cargos de traición, espionaje y conspiración para la insurrección armada. En estos procesos estuvieron seriamente comprometidos los principales lamas. En mayo de ese año Choibalsan envió una carta-informe de Yezhov en la que, citando el testimonio de los detenidos, acusaba a Genden de ser un espía japonés.
En julio de 1937 Genden, que vivía con su familia en Crimea, en la residencia de reposo "Foros", fue arrestado por la NKVD. La NKVD fabricó un caso acerca de una supuesta organización de buriatos “panmongolistas” que operaban en Buriatia-Mongolia espiando a favor de los japoneses, vinculados, a través del embajador soviético en Mongolia B. H. Tairov, con los conspiradores militares del Ejército Rojo dirigidos por Mikhail Tukhachevsky. El 1 de septiembre M. Erbanov, secretario del Comité Regional de Buriatia-Mongolia, del Partido Comunista (bolchevique) de toda Rusia, fue arrestado al ser implicado en el caso.
El 27 de agosto las tropas soviéticas penetraron en Mongolia. El 30 de agosto Mijail Frinovsky, adjunto del Comisario del Pueblo de Asuntos Interiores de la URSS, entregó a Choibalsan copia de las "confesiones" de Genden y una lista de 115 "conspiradores". El 10 de septiembre comenzaron las detenciones masivas en Mongolia.
El 19 de septiembre de 1937, el Buró Político del Partido Comunista (bolchevique) de la URSS decidió: " aceptar la propuesta de Frinovsky sobre la organización de una troika especial compuesto de Choibalsan, el Ministro de Justicia de la RPM y el Secretario del Comité Central del PRPM para juzgar a los lamas de Mongolia".
El 4 de octubre de 1937, tuvo lugar el juicio, en audiencia pública, de las principales figuras del clero de Mongolia, incluido el abad del Monasterio de Gandantegchinlin, en Ulán Bator y los lamas de alto rango, el tibetano Enzon Khambo, Tsedeny Luvsankhaimchig y Ded Khambo B. Damdin, miembros del "grupo contrarrevolucionario central". Se les acusó de espiar a favor del IX Panchen Lama y de participación en todas las anteriores conspiraciones contrarrevolucionarias. De los 23 acusados, 19 fueron condenados a muerte, incluyendo los lamas de alto rango Tsedeny Luvsankhaimchig, B. Damdin y Manjushri Khutuktu Tserendorj. 

A partir del 18 al 21 de octubre de 1937 en el Teatro del Estado en Ulán Bator, tuvo lugar el acto público contra el antiguo zamglavkoma del Ejército Rojo Popular Mongol (MNRA), Zharzhava Lamah, el antiguo segundo zamsovnarkoma Gonchig Sambuu, el antiguo nachgenshtaba del MNRA Zhigdela Malget, el exfiscal de la república M. D. Idamsuren, el exministro de Educación y los otros "miembros de la organización contrarrevolucionaria de Genden y Demid." De los 14 acusados, 13 fueron fusilados. En pocos meses de 1937 fueron arrestados 16 ministros y sus adjuntos, 42 generales y oficiales superiores y 44 altos funcionarios del aparato económico y estatal.
El 20 de octubre de 1937 se creó la Comisión de Emergencia, encabezada por Choibalsan, para tratar los casos de los presos extrajudiciales (análogamente a las "troikas" de la Unión Soviética). Poco después se inició una represión masiva contra el clero en la República Popular de Mongolia, que incluyó la destrucción de los monasterios de Mongolia y el fusilamiento de los lamas. En 1938 se cerró el monasterio de Gandantegchinlen, declarado centro de la fe budista de Mongolia en la ley de 1926. Durante ese periodo desapareció la mayor estatua budista del bodhisattva Avalokiteśvara (Megzhid Zhanrayseg), aparentemente desmantelada y trasladada a la URSS para ser fundida. Fueron destruidos la mayor parte de los 800 monasterios del país. Los lamas fueron exterminados casi por completo.
La represión alcanzó a muchos miembros de la intelectualidad de Mongolia, declarados "enemigos del pueblo" (entre ellos Bugan Chuluun, Shachzhi, Huhte, Banzarov Yu, Byambyn Rinchen, Idamsuren, Tsendiin Damdinsuren etc.). Fueron acusados de actividades reaccionarias y sabotaje en el campo de la ciencia y la educación. Fueron expulsadas hacia la URSS personas sospechosas de actividades panmongolistas. Siguiendo la fórmula empleada en "el caso de los espías alemanes", "la causa de los espías japoneses" y "el caso de Port Arthur", fueron acusados de espionaje, subversión, sabotaje, ataques al liderazgo del PRPM y conspiración para derrocar al Gobierno Popular.
La represión llegó también a los miembros de las minorías nacionales: los chinos fueron acusados de espiar para el régimen de Chiang Kai-shek y los buriatos de conspiración panmongolista y de agentes japoneses.
Después de la eliminación de Genden como jefe del gobierno, en 1936, Agdanbuugiyn Amar y sus 28 colaboradores más cercanos fueron detenidos en 1939. Todos ellos fueron trasladados a la Unión Soviética, en julio de 1941, y fusilados por sentencia del Colegio Militar de la Corte Suprema de la URSS en el lugar de masacres conocido con campo de tiro de Bútovo (o sovjoz Kommunarka).
Las represiones de masas continuaron hasta abril de 1939. 
La represión de la comunidad budista aumentó en diciembre de 1934, cuando la ley mongola fue enmendada para prohibir la enseñanza religiosa en las escuelas, evitar que los niños entraran en los monasterios y poner fin a la exención del servicio militar para los lamas. Además se impusieron pesados impuestos a los monasterios. A mediados de la década de 1930, antes de la Gran Purga, había unos 800 monasterios budistas en Mongolia, con 90.000 monjes; en 1937 y 1938 la mayoría de los monasterios quedaron en ruinas y entre 16.000 y 17.000 monjes fueron asesinados. De acuerdo con una estimación, en 1939 las purgas habían liquidado a 670.000 mongoles (alrededor del 65% de la población; la mitad de las víctimas eran monjes). Durante las represiones estalinistas "las instituciones religiosas de Mongolia fueron prácticamente destruidas, sus bienes se expropiaron y los lamas ya sea asesinados o secularizados. En total fueron destruidas 2.265 edificaciones monásticas y más de 71 toneladas y media de estatuas metálicas fueron enviadas a la URSS como chatarra."
El Monasterio de Gandan, en Ulan Bator, fue clausurado en 1938, con ocasión de las purgas, pero volvió a abrirse en 1944. Fue el único monasterio de Mongolia que siguió funcionando durante la era comunista y uno de los pocos que escapó de la destrucción.
El número de personas que murieron a consecuencia de las purgas se estima generalmente entre 600.000 y 673.000 personas, el 65% de la población de Mongolia en aquel momento. Casi 18.000 víctimas fueron lamas budistas. Algunos autores ofrecen estimaciones mucho más altas, de hasta 100.000 víctimas.

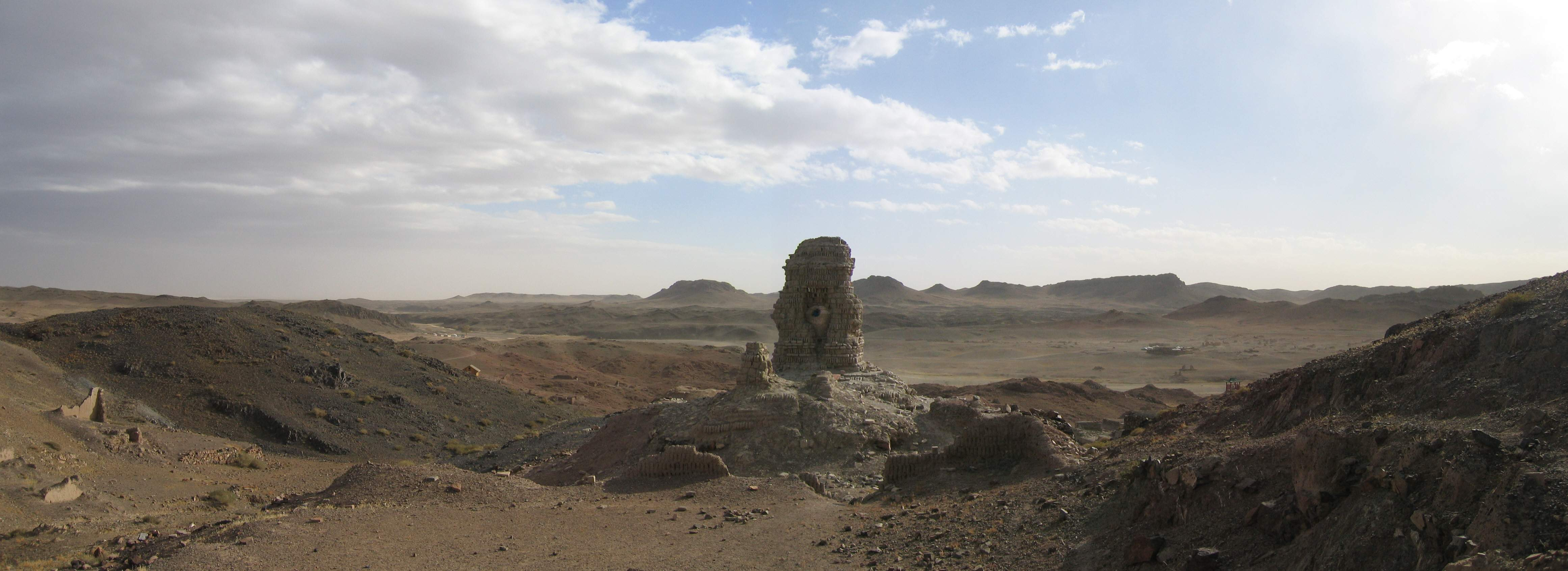
Restos de uno de los cientos de monasterios destruidos durante las purgas.

Las fosas comunes fueron estudiadas en Mörön en 1991, y en Ulan Bator en 2003. Los cadáveres de cientos de lamas y civiles ejecutados fueron desenterrados. Todos fueron asesinados de un tiro en la base del cráneo.

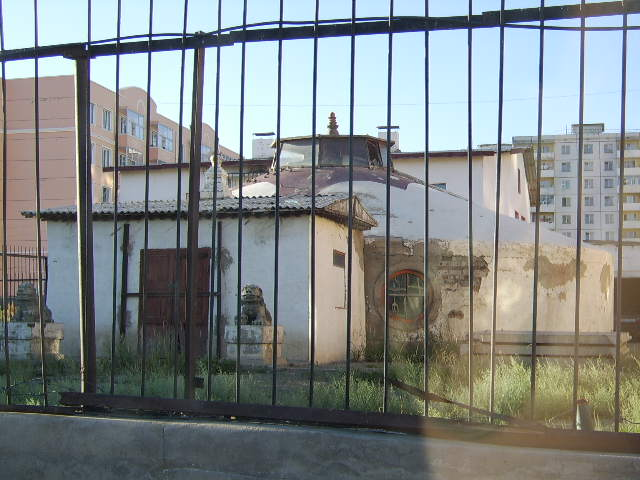
Uno de los escasos templos yurta que quedan de aquella época.

El "Museo de las víctimas de la persecución política", en Ulan Bator, está dedicado a las víctimas de las purgas. En tiempos de las purgas fue la residencia del primer ministro ejecutado Peljidiin Genden. En 1996 su hija Tserendulam la convirtió en museo. Allí puede verse expuesta una hilera de cráneos con agujeros de bala, que datan de la época de las purgas.

## El número de víctimas
El número total de personas muertas durante la represión se estima de 22.000 a 33.000, que es aproximadamente un 3% a un 5% de la población total. [cita requerida]En la década de 1930 la República Popular de Mongolia tenía una población de entre 700.000 y 900.000 personas.
De acuerdo con la embajada soviética en Mongolia, sólo entre agosto de 1937 y enero de 1938 10.728 personas fueron arrestadas, incluyendo 7.814 lamas, 322 personas prominentes, 180 oficiales del ejército y 408 chinos. Durante este período, se juzgó a 7.171 personas, de las cuales 6.311 fueron ejecutadas.[cita requerida] Según estos datos el mayor peso de la represión recayó sobre los monjes budistas.
Entre 1936 y 1939 dos tercios de los miembros del Partido Revolucionario del Pueblo de Mongolia sufrieron la represión, ocho de cada 10 miembros del Presidium del Comité Central. Los datos totales para el mismo período, de la Comisión Extraordinaria encabezada por Choibalsan, bajo la estrecha supervisión de los asesores de la URSS, son de 25.588 personas, de las cuales 20.099 fueron condenadas a muerte y ejecutadas. La proporción de víctimas, en relación con la población del país, es mucho mayor que las cifras correspondientes de la Gran Purga, en la Unión Soviética. Más tarde 29.000 personas fueron rehabilitadas.

## Víctimas notables

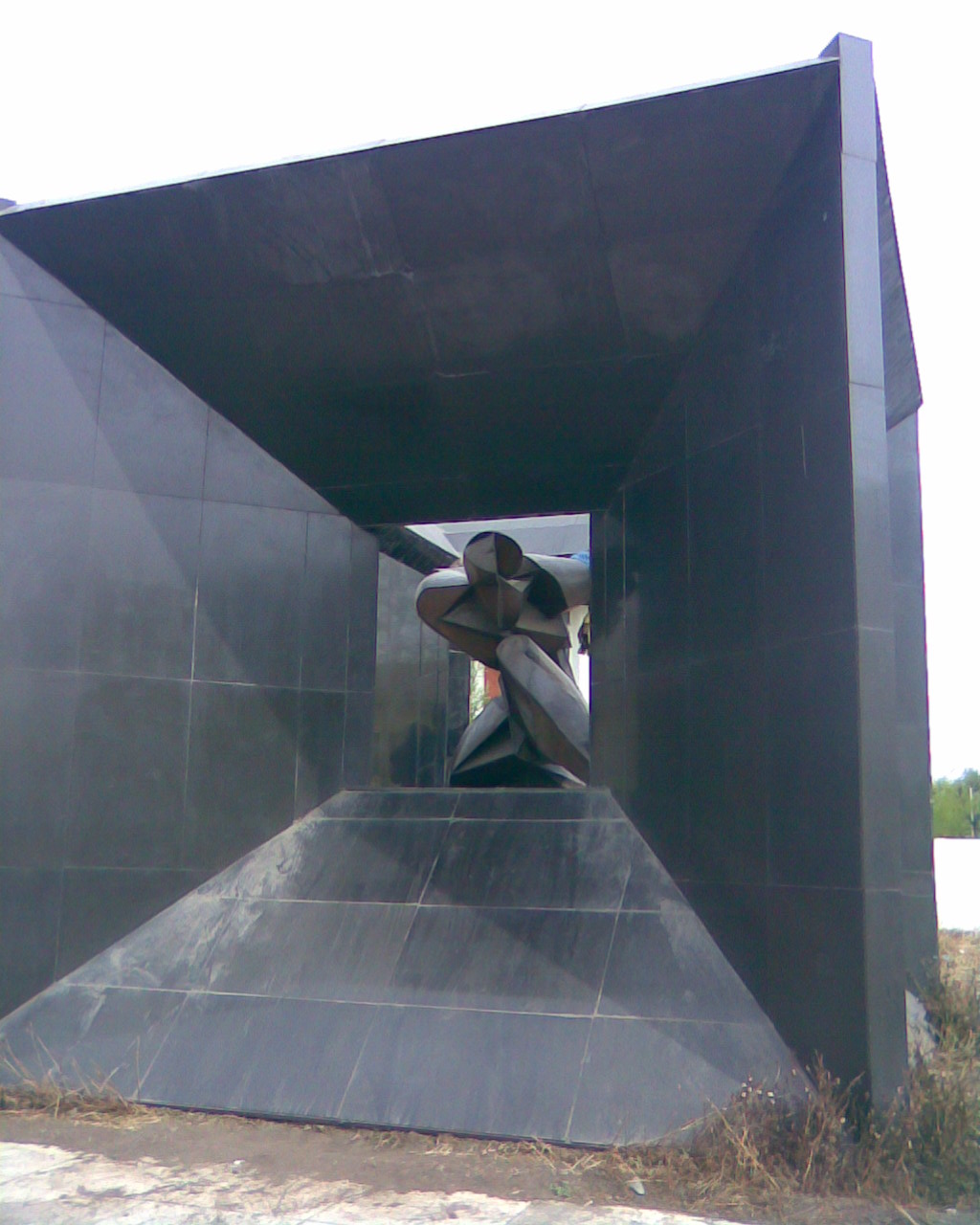
Monumento dedicado a las víctimas de las represiones en Ulan Bator, Mongolia

- Peljidiin Genden, primer ministro de Mongolia de 1932 a 1936
- Anandyn Amar, primer ministro de Mongolia de 1936 a 1939
- Darizavyn Losol
- Gelegdorjiin Demid

### Buriatos
Un número importante de buriatos relacionados con Mongolia fueron encarcelados y asesinados durante las purgas, entre ellos:
- Tseveen Jamsrano
- Rinchingiin Elbegdorj
- Dash Sampilon
- Erdene Batkhaan